# 聖路易省 (塞內加爾)

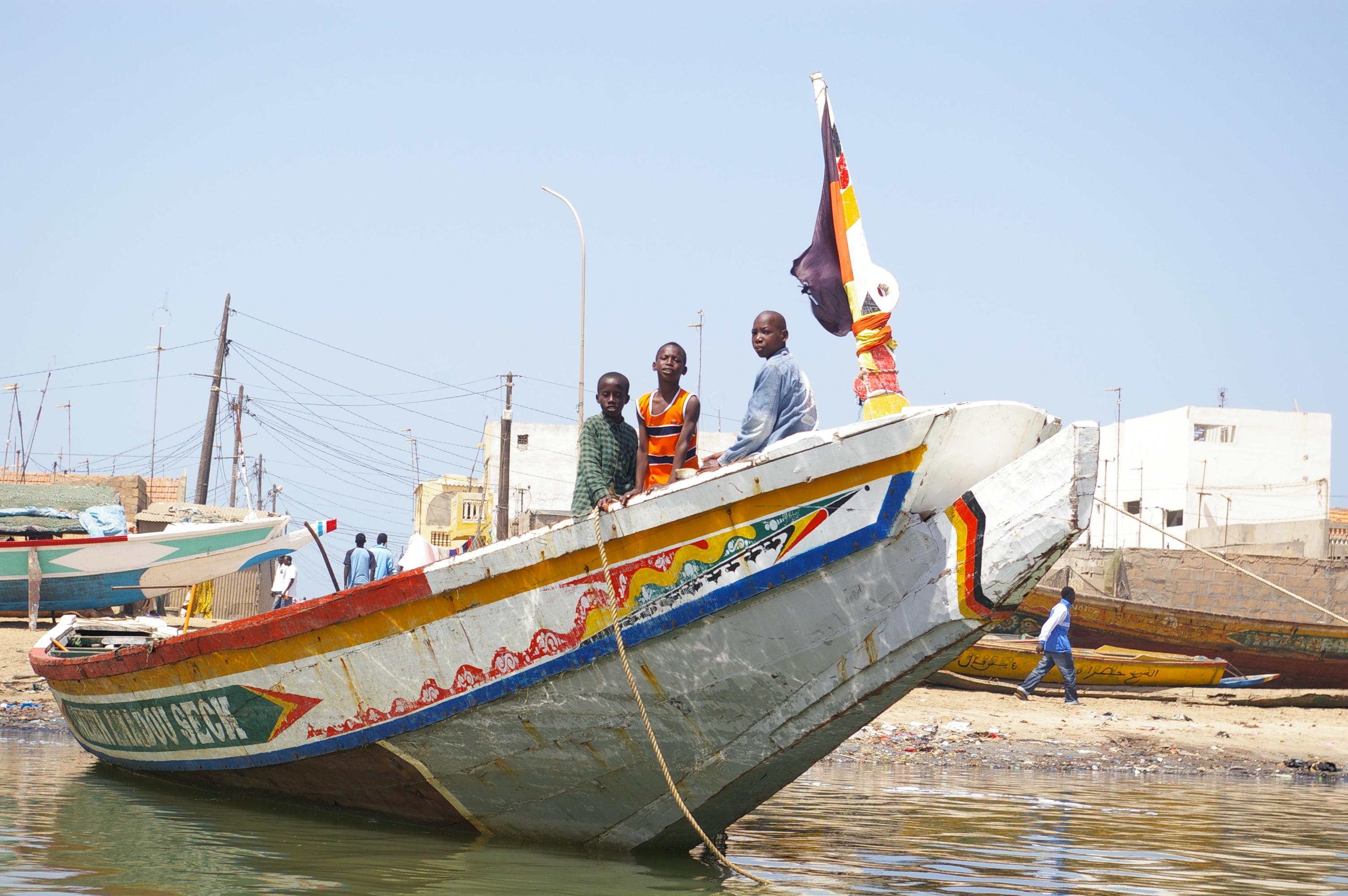

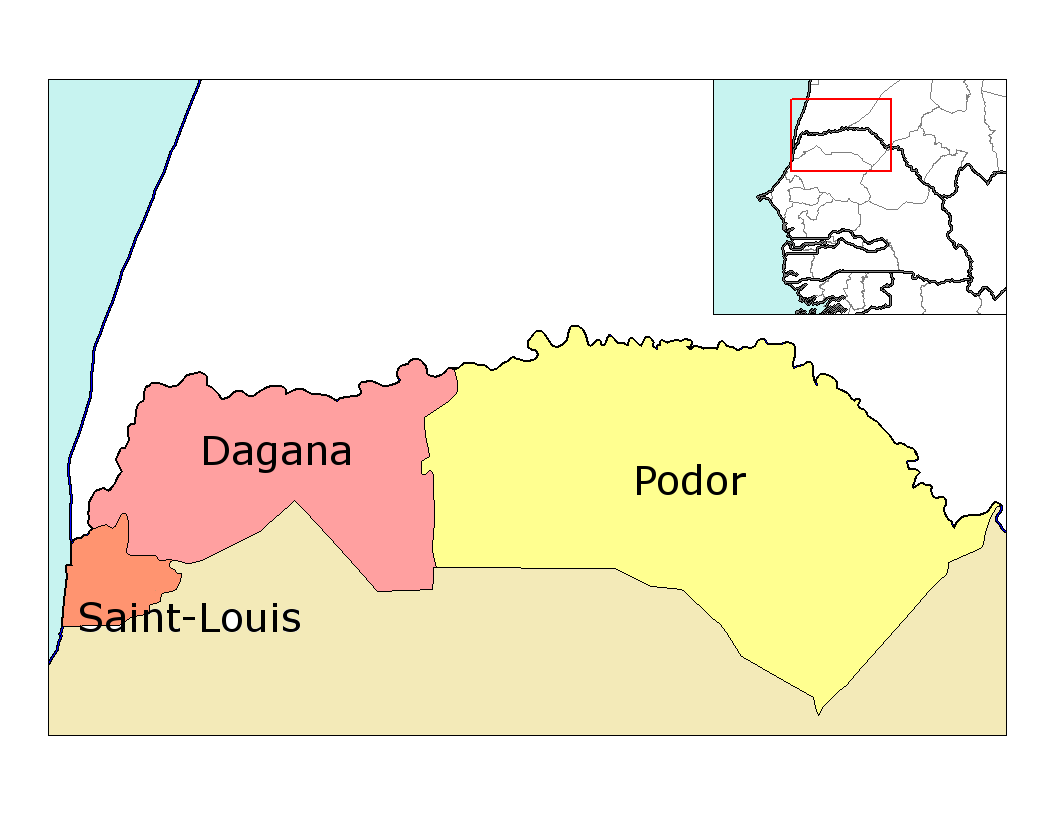

16°01′56″N 16°37′00″W / 16.03222°N 16.61667°W
聖路易省（法語：Département de Saint-Louis），是塞內加爾的省份，位於該國北部，由聖路易區負責管轄，首府設於聖路易，北面是達加納省，面積879平方公里，2013年人口296,496，人口密度每平方公里340人。